# 巴爾虎
巴爾虎（转写：Barghuu），明代、清朝時蒙古部落，祖先为「巴尔虎岱巴特尔」，一些资料认为其为铁勒拔野古后人。他们分布于西伯利亚南部的达斡里亚，本生活於巴爾古津河一帶，操蒙古语巴尔虎－布里亚特方言。
公元7至8世紀，巴爾虎的祖先出現在貝加爾湖附近，早年他們是一個突厥語部落，《舊唐書》記載了包括「拔野古」、「拔野固」和「拔曳」的名稱。巴尔虎起源与成吉思汗的祖先阿兰豁阿有关。在大蒙古国时代他们加入怯薛。大元灭亡后，他们有些加入瓦剌，17世纪巴尔虎人脱离卫拉特联盟，达延汗时被纳入兀良哈万户，主体后来到大興安嶺与额尔古纳河生活，与达斡尔人和鄂温克人混居。1594年又逃亡至鄂嫩河受俄国保护，一些成为喀尔喀車臣汗的臣民。在清代成为滿洲人的臣民（編入呼伦贝尔副都统所属八旗，一部分成為新滿洲，如营口的巴尔虎出身八旗军户）。外蒙古独立时，生活在呼倫贝尔的一些巴尔虎人加入了蒙古国。